# Bistum Paisley
Das Bistum Paisley (lat.: Dioecesis Pasletana, engl.: Diocese of Paisley) ist ein Bistum der römisch-katholischen Kirche in Schottland, welches durch die Apostolische Konstitution Maxime interest am 25. Mai 1947 aus Gebieten Inverclyde, Renfrewshire und East Renfrewshire (ohne Thornliebank) des Erzbistums Glasgow errichtet wurde. Bischofssitz ist die St. Mirin’s Cathedral in Paisley. Patron des Bistums ist der Heilige Mirin.

## Bischöfe
- 1948–1968 James Black
- 1968–1988 Stephen McGill
- 1988–2004 John Aloysius Mone
- 2005–2012 Philip Tartaglia, dann Erzbischof von Glasgow
- seit 2014 John Keenan

## Weblinks

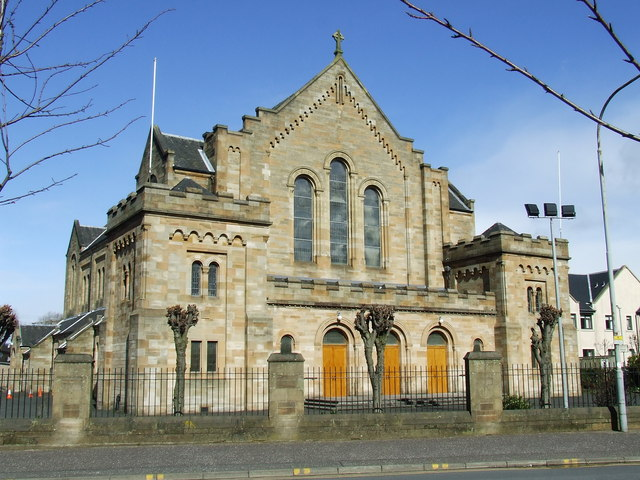
St. Mirin’s Cathedral in Paisley